# Алексіс Блен
Алексіс Блен (фр. Alexis Blin, нар. 16 вересня 1996, Ле-Ман) — французький футболіст, півзахисник італійського клубу «Лечче».
Виступав за молодіжну збірну Франції.

## Клубна кар'єра
Народився 16 вересня 1996 року в Ле-Мані. Вихованець юнацьких команд місцевого однойменного клубу, а з 2013 продовжив підготовку в клубній структурі «Тулузи».
На початку 2015 року дебютував в іграх Ліги 1 за головну команду «Тулузи», а по ходу сезону 2015/16 вже був серед основних гравців команди.
У вересні 2018 року на правах оренди перейшов до «Ам'єна», який влітку наступного року скористався опцією викупу гравця і уклав з ним трирічний контракт. 
Влітку 2021 року перейшов до італійського «Лечче». У новій команді регулярно отримував ігровий час і у першому ж сезоні після переходу доппоміг їй виграти Серію B і підвищитися в класі до елітного італійського дивізіону.

## Виступи за збірні
2013 року дебютував у складі юнацької збірної Франції (U-17), загалом на юнацькому рівні взяв участь у 22 іграх, відзначившись 4 забитими голами.
2016 року провів дві гри за молодіжну збірну Франції.

## Статистика виступів

### Статистика клубних виступів
Станом на 13 серпня 2022
| Сезон              | Команда            | Чемпіонат          | Чемпіонат | Чемпіонат | Національний кубок | Національний кубок | Національний кубок | Континентальні кубки | Континентальні кубки | Континентальні кубки | Інші змагання | Інші змагання | Інші змагання | Усього | Усього |
| Сезон              | Команда            | Ліга               | Ігор      | Голів     | Ліга               | Ігор               | Голів              | Ліга                 | Ігор                 | Голів                | Ліга          | Ігор          | Голів         | Ігор   | Голів  |
| ------------------ | ------------------ | ------------------ | --------- | --------- | ------------------ | ------------------ | ------------------ | -------------------- | -------------------- | -------------------- | ------------- | ------------- | ------------- | ------ | ------ |
| 2014–15            | «Тулуза»           | Л1                 | 6         | 0         | КФ+КЛ              | 0                  | 0                  | -                    | -                    | -                    | -             | -             | -             | 6      | 0      |
| 2015–16            | «Тулуза»           | Л1                 | 24        | 0         | КФ+КЛ              | 2+3                | 0                  | -                    | -                    | -                    | -             | -             | -             | 29     | 0      |
| 2016–17            | «Тулуза»           | Л1                 | 26        | 0         | КФ+КЛ              | 0+1                | 0                  | -                    | -                    | -                    | -             | -             | -             | 27     | 0      |
| 2017–18            | «Тулуза»           | Л1                 | 26+2      | 1+0       | КФ+КЛ              | 2+0                | 0                  | -                    | -                    | -                    | -             | -             | -             | 30     | 1      |
| Усього за «Тулузу» | Усього за «Тулузу» | Усього за «Тулузу» | 82+2      | 1         |                    | 8                  | 0                  |                      | -                    | -                    |               | -             | -             | 92     | 1      |
| 2018–19            | «Ам'єн»            | Л1                 | 27        | 1         | КФ+КЛ              | 1+2                | 0                  | -                    | -                    | -                    | -             | -             | -             | 30     | 1      |
| 2019–20            | «Ам'єн»            | Л1                 | 24        | 0         | КФ+КЛ              | 2+3                | 0                  | -                    | -                    | -                    | -             | -             | -             | 29     | 0      |
| 2020–21            | «Ам'єн»            | Л2                 | 36        | 1         | КФ                 | 2                  | 2                  | -                    | -                    | -                    | -             | -             | -             | 38     | 3      |
| Усього за «Ам'єн»  | Усього за «Ам'єн»  | Усього за «Ам'єн»  | 87        | 2         |                    | 10                 | 2                  |                      | -                    | -                    |               | -             | -             | 97     | 4      |
| 2021–22            | «Лечче»            | B                  | 26        | 1         | КІ                 | 3                  | 0                  | -                    | -                    | -                    | -             | -             | -             | 29     | 1      |
| 2022–23            | «Лечче»            | A                  | 1         | 0         | КІ                 | 1                  | 0                  | -                    | -                    | -                    | -             | -             | -             | 2      | 0      |
| Усього за «Лечче»  | Усього за «Лечче»  | Усього за «Лечче»  | 27        | 1         |                    | 4                  | 0                  |                      | -                    | -                    |               | -             | -             | 31     | 1      |
| Усього за кар'єру  | Усього за кар'єру  | Усього за кар'єру  | 196+2     | 4         |                    | 22                 | 2                  |                      | -                    | -                    |               | -             | -             | 220    | 6      |